# Cliococca
Cliococca é um género botânico pertencente à família Linaceae.

## Espécies
- Cliococca selaginoides
- Cliococca tenuifolia

1. ↑  «Cliococca — World Flora Online». www.worldfloraonline.org. Consultado em 19 de agosto de 2020